# Erik den Røde
Erik den Røde (født ca. 950 på Jæren i Vestlandet, død ca. 1003 i Grønland) var en vikingehøvding, der blev leder af nordboerne på Grønland. En saga fortæller om Erik Torvaldson af Øksne-Torers slægten (kaldet Erik den Røde). På islandsk kaldtes han: "Eiríkur rauði Þorvaldsson" og på norsk: "Eirik Raude". 
Eriks far blev gjort fredløs, så familien flygtede til Island. Her byggede den en gård og etablerede et nyt liv. Da de bedste landområder allerede var optaget, slog den sig ned på Islands nordvestkyst ved Bredefjord.
Efter faderen Thorvalds død giftede Erik sig med Tjodhild, som var af gammel velhavende islandsk slægt, og byggede gården Eriksstad ved Bredefjord.
Erik var meget stridslysten, og han kom i klammeri med naboerne i Bredefjord. Han slog to mænd ihjel og blev derefter forvist fra egnen. Han byggede en ny gård, men inden han var færdig, var han igen i strid. Denne gang med bonden Thorgest. Det udviklede sig til et større slag med mange dræbte, deriblandt Thorgests to sønner. Erik kom omkring 982 for et nævningeting og blev dømt fredløs, formodentlig i tre år.
Han var derved også nødt til at forlade Island og søge lykken andetsteds. Sagnene fortalte, at der var et fjeldland vest på, som Gunnbjørn (søn af Ulf Krake) havde set små hundrede år tidligere mod nordøst.
Erik drog mod vest mod Gunnbjørns fjeld. Østgrønland var pga. storisen umulig at lande på med træskib, og Erik rejste mod syd og gik i land i Sydgrønlands isfrie fjorde. Landet langs fjordene var grønt og frodigt med gode græsningsmuligheder i modsætning til det nordøstlige Island, hvor han kom fra. Derfor gav han landet navnet Grønland.
I resten af sin fredløse tid udforskede han det nye land, inden han vendte tilbage til Island, hvor han samlede en flok, de første af Nordboerne, som udvandrede til det nye Grønland. I 986 sejlede han med 25 skibe, 700 personer og husgeråd tilbage til Grønland. Kun 14 skibe nåede frem.
Erik bosatte sig på Eriks Fjord (Tunulliarfik fjorden) og byggede Brattahlið i Østerbygden (det nuværende Qassiarsuk lige over for landingsbanen Narsarsuaq i Sydgrønland). Andre sejlede nordpå og grundlagde Vesterbygden (ved det nuværende Nuuk) i Godthåbsfjorden.
Eriks søn Leif den Lykkelige var blevet kristnet, og han bragte nogle munke hjem til forældrene i Grønland. Thjodhilde lod sig kristne og byggede den første kristne kirke i Grønland opført af tørv og træ på Brattahlíð omkring år 1000.